# Johann Arnoldi (Hofbeamter)
Johann Arnoldi (* 16. Oktober 1648 in Gießen; † 13. Dezember 1718 in Stolberg) war gräflich-stolbergischer Hofrat und Vizeberghauptmann der Grafschaft Stolberg.

## Leben
Er war ein Sohn des hessen-darmstädtischen Steuerinspektors Georg Arnoldi und wuchs in Gießen auf. Nach dem Schulabschluss am Gymnasium zu Ostern 1667 unterstützte er zeitweise seinen Schwager, Magister Hechler, der damals Direktor des Gymnasiums in Idstein war. Anschließend studierte er an der Universität Gießen Philosophie, Theologie und Rechtswissenschaften. Seine Universitätsstudien setzte er in Heidelberg, Tübingen und Straßburg fort. Seine erste Anstellung erhielt Arnoldi als Hauslehrer der Kinder des sächsischen Oberhofmeisters von Boyneburg. Gemeinsam mit dessen Kindern unternahm er eine Studienreise nach Frankreich und die Schweiz.
Graf Christoph Ludwig zu Stolberg erwählte Johann Arnoldi zum Hofmeister seiner beiden ältesten Söhne, der Grafen Georg und Carl zu Stolberg. So kam Arnoldi nach Stolberg in den Harz. Nach dem frühen Tod Carls widmete sich Arnoldi verstärkt der Ausbildung des jungen Grafen Georg und wurde aufgrund seiner besonderen Begabungen zum gräflichen Hofrat ernannt. Auf einer Bildungsreise mit Georg nach Hamburg und nach Holstein verunglückte Arnoldi in der Elbe und geriet in größte Lebensgefahr. Die bei diesem Unfall zugezogenen Leiden begleiteten Arnoldi bis zu seinem Tod.
Nachdem der Bergbau in der Grafschaft Stolberg einen neuen Aufschwung erlangte, ernannte Graf Stolberg Johann Arnoldi zum Vizeberghauptmann.
Am 3. Oktober 1693 heiratete Johann Arnoldi die älteste Tochter des gräflichen Hof- und Konsistorialrats Johann Georg Michaelis. Aus dieser Ehe gingen zwei Töchter hervor. Die Älteste heiratete 1715 den kurmainzischen Professor Tobias Jacob Reinhart.
Johann Arnoldi starb im Alter von 70 Jahren und wurde am 18. Dezember 1718 in der Martinikirche in Stolberg beigesetzt. Seine gedruckte Leichenpredigt wurde am 15. Januar 1719 öffentlich verlesen.